# 球對稱位勢
球對稱位勢乃是一種只與徑向距離有關的位勢。許多描述宇宙交互作用的基本位勢，像重力勢、電勢，都是球對稱位勢。這條目只講述，在量子力學裏，運動於球對稱位勢中的粒子的量子行為。這量子行為，可以用薛丁格方程式表達為
{\displaystyle -{\frac {\hbar ^{2}}{2\mu }}\nabla ^{2}\psi +V(r)\psi =E\psi }；
其中，{\displaystyle \hbar }是普朗克常數，{\displaystyle \mu }是粒子的質量，{\displaystyle \psi }是粒子的波函數，{\displaystyle V}是位勢，{\displaystyle r}是徑向距離，{\displaystyle E}是能量。
由於球對稱位勢{\displaystyle V(r)}只與徑向距離有關，與天頂角{\displaystyle \theta }、方位角{\displaystyle \phi }無關，為了便利分析，可以採用球坐標{\displaystyle (r,\ \theta ,\ \phi )}來表達這問題的薛丁格方程式。然後，使用分離變數法，可以將薛丁格方程式分為兩部分，徑向部分與角部分。

## 薛丁格方程式
採用球坐標{\displaystyle (r,\ \theta ,\ \phi )}，將拉普拉斯算子{\displaystyle \nabla ^{2}}展開：
{\displaystyle -{\frac {\hbar ^{2}}{2\mu r^{2}}}\left\{{\frac {\partial }{\partial r}}\left(r^{2}{\frac {\partial }{\partial r}}\right)+{\frac {1}{\sin ^{2}\theta }}\left[\sin \theta {\frac {\partial }{\partial \theta }}\left(\sin \theta {\frac {\partial }{\partial \theta }}\right)+{\frac {\partial ^{2}}{\partial \phi ^{2}}}\right]\right\}\psi +V(r)\psi =E\psi }。
滿足薛丁格方程式的本徵函數{\displaystyle \psi }的形式為：
{\displaystyle \psi (r,\ \theta ,\ \phi )=R(r)\Theta (\theta )\Phi (\phi )}，
其中，{\displaystyle R(r)}，{\displaystyle \Theta (\theta )}，{\displaystyle \Phi (\phi )}，都是函數。{\displaystyle \Theta (\theta )}與{\displaystyle \Phi (\phi )}時常會合併為一個函數，稱為球諧函數，{\displaystyle Y_{lm}(\theta ,\ \phi )=\Theta (\theta )\Phi (\phi )}。這樣，本徵函數{\displaystyle \psi }的形式變為：
{\displaystyle \psi (r,\ \theta ,\ \phi )=R(r)Y_{lm}(\theta ,\ \phi )}。

## 角部分解答
參數為天頂角{\displaystyle \theta }、方位角{\displaystyle \phi }的球諧函數{\displaystyle Y_{lm}}，滿足角部分方程式 
{\displaystyle -{\frac {1}{\sin ^{2}\theta }}\left[\sin \theta {\frac {\partial }{\partial \theta }}{\Big (}\sin \theta {\frac {\partial }{\partial \theta }}{\Big )}+{\frac {\partial ^{2}}{\partial \phi ^{2}}}\right]Y_{lm}(\theta ,\phi )=l(l+1)Y_{lm}(\theta ,\phi )}；
其中，非負整數{\displaystyle l}是角動量的角量子數。{\displaystyle m}（滿足{\displaystyle -l\leq m\leq l}）是角動量對於z-軸的（量子化的）投影。不同的{\displaystyle l}與{\displaystyle m}給予不同的球諧函數解答{\displaystyle Y_{lm}}：
{\displaystyle Y_{lm}(\theta ,\ \phi )=(i)^{m+|m|}{\sqrt {{(2l+1) \over 4\pi }{(l-|m|)! \over (l+|m|)!}}}\,P_{lm}(\cos {\theta })\,e^{im\phi }}；
其中，{\displaystyle i}是虛數單位，{\displaystyle P_{lm}(\cos {\theta })}是伴隨勒讓德多項式，用方程式定義為
{\displaystyle P_{lm}(x)=(1-x^{2})^{|m|/2}\ {\frac {d^{|m|}}{dx^{|m|}}}P_{l}(x)}；
而{\displaystyle P_{l}(x)}是{\displaystyle l}階勒讓德多項式，可用羅德里格公式表示為
{\displaystyle P_{l}(x)={1 \over 2^{l}l!}{d^{l} \over dx^{l}}(x^{2}-1)^{l}}。

## 徑向部分解答
將角部分解答代入薛丁格方程式，則可得到一個一維的二階微分方程式：
{\displaystyle \left\{-{\hbar ^{2} \over 2\mu r^{2}}{d \over dr}\left(r^{2}{d \over dr}\right)+{\hbar ^{2}l(l+1) \over 2\mu r^{2}}+V(r)\right\}R(r)=ER(r)}。(1)
設定函數{\displaystyle u(r)=rR(r)}。代入方程式(1)。經過一番繁雜的運算，可以得到
{\displaystyle -{\hbar ^{2} \over 2\mu }{d^{2}u(r) \over dr^{2}}+{\hbar ^{2}l(l+1) \over 2\mu r^{2}}u(r)+V(r)u(r)=Eu(r)}。(2)
徑向方程式變為
{\displaystyle -{\hbar ^{2} \over 2\mu }{d^{2}u(r) \over dr^{2}}+V_{\mathrm {eff} }(r)u(r)=Eu(r)}；(3)
其中，有效位勢{\displaystyle V_{\mathrm {eff} }(r)=V(r)+{\frac {\hbar ^{2}l(l+1)}{2\mu r^{2}}}}。
這正是函數為{\displaystyle u(r)}，有效位勢為{\displaystyle V_{\mathrm {eff} }}的薛丁格方程式。徑向距離{\displaystyle r}的定義域是從{\displaystyle 0}到{\displaystyle \infty }。新加入有效位勢的項目，稱為離心位勢。
為了要更進一步解析方程式(2)，必須知道位勢的形式。不同的位勢有不同的解答。

## 實例
在這裏，有四個很特別、很重要的實例。這些實例都有一個共同點，那就是，它們的位勢都是球對稱的。因此，它們的角部分解答都是球諧函數。這四個實例是：
1. {\displaystyle V(r)=0}：原方程變為亥姆霍兹方程{\displaystyle (\nabla ^{2}+{\frac {2\mu E}{\hbar ^{2}}})A=0}，使用球諧函數為正交歸一基，解析眞空狀況實例。這實例可以做為別的實例的基礎。
2. 當{\displaystyle r<r_{0}}時，{\displaystyle V(r)=0}；否則，{\displaystyle V(r)=\infty }：這實例比第一個實例複雜一點，可以描述三維的圓球形盒子中的粒子的量子行為。
3. {\displaystyle V(r)\propto r^{2}}：研討三維均向性諧振子的實例。在量子力學裏，是少數幾個存在簡單的解析解的量子模型。
4. {\displaystyle V(r)\propto 1/r}：關於類氫原子的束縛態的實例，也有簡單的解析解。

### 真空狀況實例
思考{\displaystyle V(r)=0}的狀況，設定{\displaystyle k\ {\stackrel {\mathrm {def} }{=}}\ {\sqrt {2\mu E \over \hbar ^{2}}}}，在設定無因次的變數 
{\displaystyle \rho \ {\stackrel {\mathrm {def} }{=}}\ kr}。
代入方程式(2)，定義{\displaystyle J(\rho )\ {\stackrel {\mathrm {def} }{=}}\ {\sqrt {\rho }}R(r)}，就會得到貝塞爾方程式，一個二階常微分方程式： 
{\displaystyle \rho ^{2}{d^{2}J \over d\rho ^{2}}+\rho {dJ \over d\rho }+\left[\rho ^{2}-\left(l+{\frac {1}{2}}\right)^{2}\right]J=0}。
貝塞爾方程式的解答是第一類貝塞爾函數{\displaystyle J_{l+1/2}(\rho )}；而{\displaystyle R(r)}是第一類球貝塞爾函數
（真空解的邊界條件要求原點的函數值有限，因此在原點趨於無窮的第二類球貝塞爾函數項的係數必須為零）：
{\displaystyle R(r)=j_{l}(kr)\ {\stackrel {\mathrm {def} }{=}}\ {\sqrt {\pi /(2kr)}}J_{l+1/2}(kr)}。(4)
在眞空裏，一個粒子的薛丁格方程（即自由空間中的齊次亥姆霍兹方程）的解，以球坐標來表達，是球貝塞爾函數與球諧函數的乘積：
{\displaystyle \psi (r,\ \theta ,\ \phi )=A_{kl}j_{l}(kr)Y_{lm}(\theta ,\phi )}；
其中，歸一常數{\displaystyle A_{kl}={\sqrt {\frac {2}{\pi }}}\,k}，{\displaystyle l}是非負整數，{\displaystyle m}是整數，{\displaystyle -l\leq m\leq l}，{\displaystyle k}是實數，{\displaystyle k\geq 0}。
這些解答都是角動量確定態的波函數。這些確定態都有明確的角動量。

#### 波函數歸一化導引
波函數的角部分已經歸一化，剩下來必須將徑向部分歸一化。徑向函數的歸一化條件為
{\displaystyle 1=A_{kl}^{2}\int _{0}^{\infty }\ r^{2}j_{l}^{2}(kr)\ dr}。
根據球貝塞爾函數的封閉方程式，
{\displaystyle \int _{0}^{\infty }\ x^{2}j_{\alpha }(k_{1}x)j_{\alpha }(k_{2}x)\ dx={\frac {\pi }{2k_{1}^{2}}}\delta (k_{1}-k_{2})}；
其中，{\displaystyle \alpha >0}，{\displaystyle \delta _{k}}为克罗内克δ。
所以，{\displaystyle 1=A_{kl}^{2}{\frac {\pi }{2k^{2}}}}。取平方根，歸一常數{\displaystyle A_{kl}={\sqrt {\frac {2}{\pi }}}\,k}。

### 球對稱的三維無限深方形位勢阱

球貝塞爾函數。

思考一個球對稱的無限深方形阱，阱內位勢為0，阱外位勢為無限大。用方程式表達：
{\displaystyle V(r)={\begin{cases}0,&{\mbox{if }}r\leq r_{0}\\\infty ,&{\mbox{if }}r>r_{0}\end{cases}}}。
其中，{\displaystyle r_{0}}是球對稱阱的半徑。
立刻，可以察覺，阱外的波函數是0；而由於阱內的薛丁格方程式與真空狀況的薛丁格方程式相同，波函數是球貝塞爾函數{\displaystyle R(r)=j_{l}(kr)}。為了滿足邊界條件，波函數必須是連續的。匹配阱內與阱外的波函數，球貝塞爾函數在徑向坐標{\displaystyle r=r_{0}}之處必須等於0：
{\displaystyle j_{l}(kr_{0})=0}。
設定{\displaystyle \xi _{nl}}為{\displaystyle l}階球貝塞爾函數{\displaystyle j_{l}}的第{\displaystyle n}個0點，則{\displaystyle k_{nl}r_{0}=\xi _{nl}}。
那麼，離散的能級{\displaystyle E_{nl}}為
{\displaystyle E_{nl}={\frac {\hbar ^{2}k_{nl}^{2}}{2\mu }}={\frac {\hbar ^{2}\xi _{nl}^{2}}{2\mu r_{0}^{2}}}}。
薛丁格方程式的整個解答是
{\displaystyle \psi _{nlm}(r,\ \theta ,\ \phi )=A_{nl}j_{l}(\xi _{nl}\,r/r_{0})\,Y_{lm}(\theta ,\ \phi )}；
其中，歸一常數{\displaystyle A_{nl}=\left({\frac {2}{r_{0}^{3}}}\right)^{1/2}{\frac {1}{j_{l+1}(\xi _{nl})}}}。

#### 波函數歸一化導引
波函數的角部分已經歸一化，剩下來必須將徑向部分歸一化。徑向函數的歸一化條件為
{\displaystyle 1=A_{nl}^{2}\int _{0}^{r_{0}}\ r^{2}j_{l}^{2}(k_{nl}r)\ dr}；
將球貝塞爾函數與第一類貝塞爾函數的關係方程式(4)代入積分：
{\displaystyle 1=A_{nl}^{2}\int _{0}^{r_{0}}\ r^{2}\ {\frac {\pi }{2k_{nl}r}}\ J_{l+1/2}^{2}(k_{nl}r)\ dr=A_{nl}^{2}{\frac {\pi }{2k_{nl}}}\int _{0}^{r_{0}}\ rJ_{l+1/2}^{2}(k_{nl}r)\ dr}。
設定變數{\displaystyle x=r/r_{0}}，代入積分：
{\displaystyle 1=A_{nl}^{2}{\frac {\pi r_{0}^{2}}{2k_{nl}}}\int _{0}^{1}\ xJ_{l+1/2}^{2}(k_{nl}r_{0}x)\ dx=A_{nl}^{2}{\frac {\pi r_{0}^{3}}{2\xi _{nl}}}\int _{0}^{1}\ xJ_{l+1/2}^{2}(\xi _{nl}x)\ dx}。
根據貝塞爾函數的正交歸一性方程式，
{\displaystyle \int _{0}^{1}xJ_{\alpha }(x\xi _{m\alpha })J_{\alpha }(x\xi _{n\alpha })dx={\frac {\delta _{mn}}{2}}J_{\alpha +1}(\xi _{n\alpha })^{2}}；
其中，{\displaystyle \alpha >-1}，{\displaystyle \delta _{mn}}为克罗内克δ，{\displaystyle \xi _{n\alpha }}表示{\displaystyle J_{\alpha }(x)}的第{\displaystyle n}個0點。
注意到{\displaystyle j_{l}(x)}的第{\displaystyle n}個0點{\displaystyle \xi _{nl}}也是{\displaystyle J_{l+1/2}(x)}的第{\displaystyle n}個0點。所以，
{\displaystyle 1=A_{nl}^{2}\ {\frac {\pi r_{0}^{3}}{4\xi _{nl}}}\ J_{l+3/2}^{2}(\xi _{nl})=A_{nl}^{2}\ {\frac {r_{0}^{3}}{2}}\ j_{l+1}^{2}(\xi _{nl})}。
取平方根，歸一常數{\displaystyle A_{nl}=\left({\frac {2}{r_{0}^{3}}}\right)^{1/2}{\frac {1}{j_{l+1}(\xi _{nl})}}}。

### 三維均向諧振子
三維均向諧振子的位勢為
{\displaystyle V(r)={\tfrac {1}{2}}\mu \omega ^{2}r^{2}}；
其中，{\displaystyle \omega }是角頻率。
用階梯算符的方法，可以證明N維諧振子的能量是
{\displaystyle E_{n}=\hbar \omega (n+{\tfrac {N}{2}})\quad {\hbox{with}}\quad n=0,1,\ldots ,\infty ,}。
所以，三維均向諧振子的徑向薛丁格方程式是
{\displaystyle \left[-{\hbar ^{2} \over 2\mu }{d^{2} \over dr^{2}}+{\hbar ^{2}l(l+1) \over 2\mu r^{2}}+{\frac {1}{2}}\mu \omega ^{2}r^{2}-\hbar \omega (n+{\frac {3}{2}})\right]u(r)=0}。(5)
設定常數{\displaystyle \gamma }，
{\displaystyle \gamma \equiv {\frac {\mu \omega }{\hbar }}}。
回想{\displaystyle u(r)=rR(r)}，則徑向薛丁格方程式有一個歸一化的解答：
{\displaystyle R_{nl}(r)=N_{nl}\,r^{l}\,e^{-{\frac {1}{2}}\gamma r^{2}}\;L_{{\frac {1}{2}}(n-l)}^{(l+{\frac {1}{2}})}(\gamma r^{2})}；
其中，函數{\displaystyle L_{k}^{(\alpha )}(\gamma r^{2})}是广义拉盖尔多项式，{\displaystyle N_{nl}}是歸一化常數：
{\displaystyle N_{nl}=\left[{\frac {2^{n+l+2}\,\gamma ^{l+{\frac {3}{2}}}}{\pi ^{\frac {1}{2}}}}\right]^{\frac {1}{2}}\left[{\frac {[{\frac {1}{2}}(n-l)]!\;[{\frac {1}{2}}(n+l)]!}{(n+l+1)!}}\right]^{\frac {1}{2}}}。
本徵能級{\displaystyle E_{n}}的本徵函數{\displaystyle R_{nl}}，乘以球諧函數{\displaystyle Y_{lm}(\theta ,\phi )}，就是薛丁格方程式的整個解答：
{\displaystyle \psi _{nlm}=R_{nl}(r)\,Y_{lm}(\theta ,\ \phi )}；
其中{\displaystyle l=n,\ n-2,\ \ldots ,\ l_{\mathrm {min} }}。假若{\displaystyle n}是偶數，設定{\displaystyle l_{\mathrm {min} }=0}；否則，設定{\displaystyle l_{\mathrm {min} }=1}。

#### 導引
在這導引裏，徑向方程式會被轉換為广义拉盖尔微分方程式。這方程式的解是广义拉盖尔多项式。再將广义拉盖尔多项式歸一化以後，就是所要的答案。
首先，將徑向坐標無因次化，設定變數{\displaystyle y={\sqrt {\gamma }}r}；其中，{\displaystyle \gamma \equiv {\frac {\mu \omega }{\hbar }}}。則方程式(5)變為
{\displaystyle \left[{d^{2} \over dy^{2}}-{l(l+1) \over y^{2}}-y^{2}+2n-3\right]v(y)=0}；(6)
其中，{\displaystyle v(y)=u\left(y/{\sqrt {\gamma }}\right)}是新的函數。
當{\displaystyle y}接近0時，方程式(6)最顯著的項目是
{\displaystyle \left[{d^{2} \over dy^{2}}-{l(l+1) \over y^{2}}\right]v(y)=0}。
所以，{\displaystyle v(y)}與{\displaystyle y^{l+1}}成正比。
又當{\displaystyle y}無窮遠時，方程式(6)最顯著的項目是
{\displaystyle \left[{d^{2} \over dy^{2}}-y^{2}\right]v(y)=0}。
因此，{\displaystyle v(y)}與{\displaystyle e^{-y^{2}/2}}成正比。
為了除去{\displaystyle v(y)}在原點與無窮遠的極限性態，達到孤立解答函數的形式的目的，必須使用{\displaystyle v(y)}的替換方程式：
{\displaystyle v(y)=y^{l+1}e^{-y^{2}/2}f(y)}。
經過一番運算，這個替換將微分方程式(6)轉換為
{\displaystyle \left[{d^{2} \over dy^{2}}+2\left({\frac {l+1}{y}}-y\right){\frac {d}{dy}}+2n-2l\right]f(y)=0}。(7)

##### 轉換為广义拉盖尔方程式
設定變數{\displaystyle x=y^{2}}，則微分算子為
{\displaystyle {\frac {d}{dy}}={\frac {dx}{dy}}{\frac {d}{dx}}=2y{\frac {d}{dx}}=2{\sqrt {x}}{\frac {d}{dx}}}，
{\displaystyle {\frac {d^{2}}{dy^{2}}}={\frac {d}{dy}}\left(2y{\frac {d}{dx}}\right)=4x{\frac {d^{2}}{dx^{2}}}+2{\frac {d}{dx}}}。
代入方程式(7)，就可得到广义拉盖尔方程式：
{\displaystyle x{\frac {d^{2}g}{dx^{2}}}+{\Big (}(l+{\tfrac {1}{2}})+1-x{\Big )}{\frac {dg}{dx}}+{\tfrac {1}{2}}(n-l)g(x)=0}；
其中，函數{\displaystyle g(x)\equiv f({\sqrt {x}})}。
假若，{\displaystyle k\equiv (n-l)/2}是一個非負整數，則广义拉盖尔方程式的解答是广义拉盖尔多项式：
{\displaystyle g(x)=L_{k}^{(l+{\frac {1}{2}})}(x)}。
因為{\displaystyle k}是非負整數，要求
1. {\displaystyle n\geq l}。
2. {\displaystyle n}與{\displaystyle l}同時為奇數或同時為偶數。這證明了前面所述{\displaystyle l}必須遵守的條件。

##### 波函數歸一化
回憶到{\displaystyle u(r)=rR(r)}，徑向函數可以表達為
{\displaystyle R_{nl}(r)=N_{nl}\,r^{l}\,e^{-{\frac {1}{2}}\gamma r^{2}}\;L_{{\frac {1}{2}}(n-l)}^{(l+{\frac {1}{2}})}(\gamma r^{2})}；
其中，{\displaystyle N_{nl}}是歸一常數。
{\displaystyle R_{nl}(r)}的歸一條件是
{\displaystyle \int _{0}^{\infty }r^{2}|R_{nl}(r)|^{2}\,dr=1}。
設定{\displaystyle q=\gamma r^{2}}。將{\displaystyle R_{nl}}與{\displaystyle q}代入積分方程式：
{\displaystyle {\frac {N_{nl}^{2}}{2\gamma ^{l+{3 \over 2}}}}\int _{0}^{\infty }q^{l+{1 \over 2}}e^{-q}\left[L_{{\frac {1}{2}}(n-l)}^{(l+{\frac {1}{2}})}(q)\right]^{2}\,dq=1}。
應用广义拉盖尔多项式的正交歸一性，這方程式簡化為
{\displaystyle {\frac {N_{nl}^{2}}{2\gamma ^{l+{3 \over 2}}}}\cdot {\frac {\Gamma [{\frac {1}{2}}(n+l+1)+1]}{[{\frac {1}{2}}(n-l)]!}}=1}。
因此，歸一常數可以表達為
{\displaystyle N_{nl}={\sqrt {\frac {2\,\gamma ^{l+{3 \over 2}}\,({\frac {n-l}{2}})!}{\Gamma ({\frac {n+l}{2}}+{\frac {3}{2}})}}}}。
應用伽瑪函數的數學特性，同時注意{\displaystyle n}與{\displaystyle l}的奇偶性相同，可以導引出其它形式的歸一常數。伽瑪函數變為
{\displaystyle \Gamma \left[{1 \over 2}+\left({\frac {n+l}{2}}+1\right)\right]={\frac {{\sqrt {\pi }}(n+l+1)!!}{2^{{\frac {n+l}{2}}+1}}}={\frac {{\sqrt {\pi }}(n+l+1)!}{2^{n+l+1}[{\frac {1}{2}}(n+l)]!}}}。
在這裏用到了雙階乘 (double factorial)的定義。
所以，歸一常數等於
{\displaystyle N_{nl}=\left[{\frac {2^{n+l+2}\,\gamma ^{l+{3 \over 2}}\,[{1 \over 2}(n-l)]!\;[{1 \over 2}(n+l)]!}{\;\pi ^{1 \over 2}(n+l+1)!}}\right]^{1 \over 2}}。

### 類氫原子
類氫原子只含有一個原子核與一個電子，是個簡單的二體系統。兩個物體之間，互相作用的位勢遵守庫侖定律：
{\displaystyle V(r)=-{\frac {1}{4\pi \epsilon _{0}}}{\frac {Ze^{2}}{r}}}；
其中，{\displaystyle \epsilon _{0}}是真空電容率，{\displaystyle Z}是原子序，{\displaystyle e}是單位電荷量，{\displaystyle r}是電子離原子核的徑向距離。
將位勢代入方程式(1)，
{\displaystyle \left\{-{\hbar ^{2} \over 2\mu r^{2}}{d \over dr}\left(r^{2}{d \over dr}\right)+{\hbar ^{2}l(l+1) \over 2\mu r^{2}}-{\frac {1}{4\pi \epsilon _{0}}}{\frac {Ze^{2}}{r}}\right\}R(r)=ER(r)}。
這方程式的解答是
{\displaystyle R_{nl}(r)={\sqrt {{\left({\frac {2Z}{na_{\mu }}}\right)}^{3}{\frac {(n-l-1)!}{2n[(n+l)!]^{3}}}}}e^{-Zr/{na_{\mu }}}\left({\frac {2Zr}{na_{\mu }}}\right)^{l}L_{n-l-1}^{2l+1}\left({\frac {2Zr}{na_{\mu }}}\right)}；
其中，{\displaystyle a_{\mu }={{4\pi \varepsilon _{0}\hbar ^{2}} \over {\mu e^{2}}}}。{\displaystyle a_{\mu }}近似於波耳半徑{\displaystyle a_{0}}。假若，原子核的質量是無限大的，則{\displaystyle a_{\mu }=a_{0}}，並且，約化質量等於電子的質量，{\displaystyle \mu =m_{e}}。{\displaystyle L_{n-l-1}^{2l+1}}是广义拉盖尔多项式，定義為
{\displaystyle L_{i}^{j}(x)=(-1)^{j}\ {\frac {d^{j}}{dx^{j}}}L_{i+j}(x)}；
其中，{\displaystyle L_{i+j}(x)}是拉盖尔多项式，可用羅德里格公式表示為
{\displaystyle L_{i}(x)={\frac {e^{x}}{i!}}\ {\frac {d^{i}}{dx^{i}}}(x^{i}e^{-x})}。
為了滿足{\displaystyle R_{nl}(r)}的邊界條件，{\displaystyle n}必須是正值整數，能量也離散為能級{\displaystyle E_{n}=-\left({\frac {Z^{2}\mu e^{4}}{32\pi ^{2}\epsilon _{0}^{2}\hbar ^{2}}}\right){\frac {1}{n^{2}}}={\frac {-13.6Z^{2}}{n^{2}}}\ (eV)}。隨著量子數的不同，函數{\displaystyle R_{nl}(r)}與{\displaystyle Y_{lm}}都會有對應的改變。為了要結束广义拉盖尔多项式的遞迴關係，必須要求{\displaystyle l<n}。
知道徑向函數{\displaystyle R_{nl}(r)}與球諧函數{\displaystyle Y_{lm}}的形式，就可以寫出整個類氫原子量子態的波函數，也就是薛丁格方程式的整個解答：
{\displaystyle \psi _{nlm}=R_{nl}(r)\,Y_{lm}(\theta ,\phi )}。

#### 導引
為了要簡化薛丁格方程式，設定能量與長度的原子單位 (atomic unit)
{\displaystyle E_{\textrm {h}}=m_{\textrm {e}}\left({\frac {e^{2}}{4\pi \varepsilon _{0}\hbar }}\right)^{2}}，
{\displaystyle a_{0}={{4\pi \varepsilon _{0}\hbar ^{2}} \over {m_{\textrm {e}}e^{2}}}}。
將變數{\displaystyle y=Zr/a_{0}}與{\displaystyle W=E/(Z^{2}E_{\textrm {h}})}代入徑向薛丁格方程式(2)：
{\displaystyle \left[-{\frac {1}{2}}{\frac {d^{2}}{dy^{2}}}+{\frac {1}{2}}{\frac {l(l+1)}{y^{2}}}-{\frac {1}{y}}\right]u_{l}=Wu_{l}}。(8)
這方程式有兩類解答：
1. {\displaystyle W<0}：量子態是束縛態，其本徵函數是平方可積函數。量子化的{\displaystyle W}造成了離散的能量譜。
2. {\displaystyle W\geq 0}：量子態是散射態，其本徵函數不是平方可積函數。

這條目只講述第(1)類解答。設定正實數{\displaystyle \alpha \equiv 2{\sqrt {-2W}}}與{\displaystyle x\equiv \alpha y}。代入方程式(8)：
{\displaystyle \left[{\frac {d^{2}}{dx^{2}}}-{\frac {l(l+1)}{x^{2}}}+{\frac {2}{\alpha x}}-{\frac {1}{4}}\right]u_{l}=0}。(9)
當{\displaystyle x}接近0時，方程式(9)最顯著的項目是
{\displaystyle \left[{\frac {d^{2}}{dx^{2}}}-{\frac {l(l+1)}{x^{2}}}\right]u_{l}=0}。
所以，{\displaystyle u_{l}(x)}與{\displaystyle x^{l+1}}成正比。
又當{\displaystyle x}無窮遠時，方程式(9)最顯著的項目是
{\displaystyle \left[{\frac {d^{2}}{dx^{2}}}-{\frac {1}{4}}\right]u_{l}=0}。
因此，{\displaystyle u_{l}(x)}與{\displaystyle e^{-x/2}}成正比。
為了除去{\displaystyle u_{l}(x)}在原點與無窮遠的極限性態，達到孤立解答函數的形式的目的，必須使用{\displaystyle u_{l}(x)}的替換方程式：
{\displaystyle u_{l}(x)=x^{l+1}e^{-x/2}f_{l}(x)}。
經過一番運算，得到{\displaystyle f_{l}(x)}的方程式：
{\displaystyle \left[x{\frac {d^{2}}{dx^{2}}}+(2l+2-x){\frac {d}{dx}}+(\nu -l-1)\right]f_{l}(x)=0}；
其中，{\displaystyle \nu =(-2W)^{-{\frac {1}{2}}}}。
假若，{\displaystyle \nu -l-1}是個非負整數{\displaystyle k}  ，則這方程式的解答是广义拉盖尔多项式
{\displaystyle L_{k}^{(2l+1)}(x),\qquad k=0,1,\ldots }。
採用Abramowitz and Stegun的慣例。無因次的能量是
{\displaystyle W=-{\frac {1}{2n^{2}}}}；
其中，主量子數{\displaystyle n\equiv k+l+1}滿足{\displaystyle n\geq l+1}，或{\displaystyle l\leq n-1}。
由於{\displaystyle \alpha =2/n}，徑向波函數是
{\displaystyle R_{nl}(r)={\sqrt {\left({\frac {2Z}{na_{0}}}\right)^{3}\cdot {\frac {(n-l-1)!}{2n[(n+l)!]^{3}}}}}\;e^{-{\textstyle {\frac {Zr}{na_{0}}}}}\left({\frac {2Zr}{na_{0}}}\right)^{l}\;L_{n-l-1}^{2l+1}\left({\frac {2Zr}{na_{0}}}\right)}。
能量是 
{\displaystyle E=-{\frac {Z^{2}}{2n^{2}}}E_{\textrm {h}}=-{\frac {Z^{2}}{2n^{2}}}m_{\textrm {e}}\left({\frac {e^{2}}{4\pi \varepsilon _{0}\hbar }}\right)^{2},\qquad n=1,2,\ldots }。

## 參閱
- 自由粒子
- 無限深方形阱
- 有限深方形阱
- 有限位勢壘
- Delta位勢阱
- Delta位勢壘
- 連心力
- 量子穿隧效應
- 盒中氣體